# Râle à joues brunes
Rallus indicus
Espèce
Statut de conservation UICN

 LC  : Préoccupation mineure
Le Râle à joues brunes (Rallus indicus) est une espèce d'oiseaux de la famille des Rallidae. Elle était et est encore souvent considérée comme une sous-espèce du Râle d'eau (R. aquaticus).

## Écologie et comportement

### Cri
Le cri employé par R. indicus durant la cour est un kyu aigu, plus long et plus clair que celui du Râle d'eau. Le chant est une série de shrink, shrink métalliques, à raison de deux par seconde, répétés après une courte pause. R. indicus ne répond pas à des enregistrements du cri du Râle d'eau.

### Reproduction
Le poids moyen d'un nid sec au Japon est de 95 g.

### Prédateurs et parasites
Le nématode Strongyloides avium a été trouvé chez R. indicus,. Cette espèce est également un hôte du nématode Gnathostoma spinigerum, qui cause chez l'Homme la gnathostomose, une maladie que l'on trouve en Thaïlande, au Japon et dans le sud-est de l'Asie. Le premier hôte de ce nématode est un copépode du genre Cyclops, qui est consommé directement ou indirectement par un grand nombre de vertébrés, avant de finir son développement dans un troisième hôte, un mammifère carnivore. Cependant, le râle n'est pas une cause probable de contamination de l'homme, qui s'infecte en consommant de la volaille crue ou pas assez cuite, du porc, du poisson d'eau douce ou en buvant de l'eau contaminée par les Cyclops.

## Répartition

Répartition de R. indicus.

Cette espèce vit dans le nord de la Mongolie, l'est de la Sibérie, le nord-est de la Chine, en Corée et dans le nord du Japon.

### Migrations
R. indicus a une forte propension à migrer, hivernant dans le sud du Japon, l'est de la Chine et le nord de Bornéo. Il est peu courant dans la partie nord du Bangladesh, en Birmanie, au Laos et dans le nord et le centre de la Thaïlande,. Il ne va normalement jamais plus au sud en Asie. La présence de migrants a été enregistrée au Sri Lanka par le passé, mais ils se limitent pourtant généralement au nord de l'Inde, et rarement au sud de Mumbai,. À leur arrivée en Inde, les râles sont parfois tellement fatigués qu'on peut les attraper à la main. Les oiseaux qui se reproduisent sur l'île japonaise d'Hokkaido migrent généralement vers le sud, en direction de la Corée, mais quelques-uns restent l'hiver dans les marais de la côte de Honshu,.